# Хоботные пиявки
Хоботные пиявки (лат. Rhynchobdellida) — традиционно выделяемый отряд кольчатых червей из подкласса пиявок (Hirudinea). Название связано с использованием ими при питании удлинённой глотки, лишённой челюстного вооружения, так называемого хоботка. Длина тела большинства видов не превышает 2—3 см.

## Классификация
По состоянию на январь 2019 года в отряд включают 3 семейства:
- Glossiphoniidae Vaillant, 1890 — Плоские пиявки
- Piscicolidae Johnston, 1865 — Рыбьи пиявки
- Ozobranchidae Pinto, 1921

Согласно данным секвенирования рРНК, хоботные пиявки являются парафилетической группой и нуждаются в разделении на две отдельные ветви — Oceanobdelliformes (включает семейства Piscicolidae и Ozobranchidae) и  Glossiphoniiformes (включает семейство Glossiphoniidae), причём Oceanobdelliformes занимают базальное положение среди настоящих пиявок. Из этого следует, что общий предок всех настоящих пиявок уже имел хоботок, а далее он был утрачен среди Arhynchobdellida с развитием из буккального аппарата челюстей (у Hirudiniformes), стилетов (у Salifidae) либо с его редукцией (у Erpobdellidae). Эта гипотеза также подтверждается наличием рудиментарного хоботка у древних пиявок (Acanthobdellidae).